# 樟木頭 (大埔區)

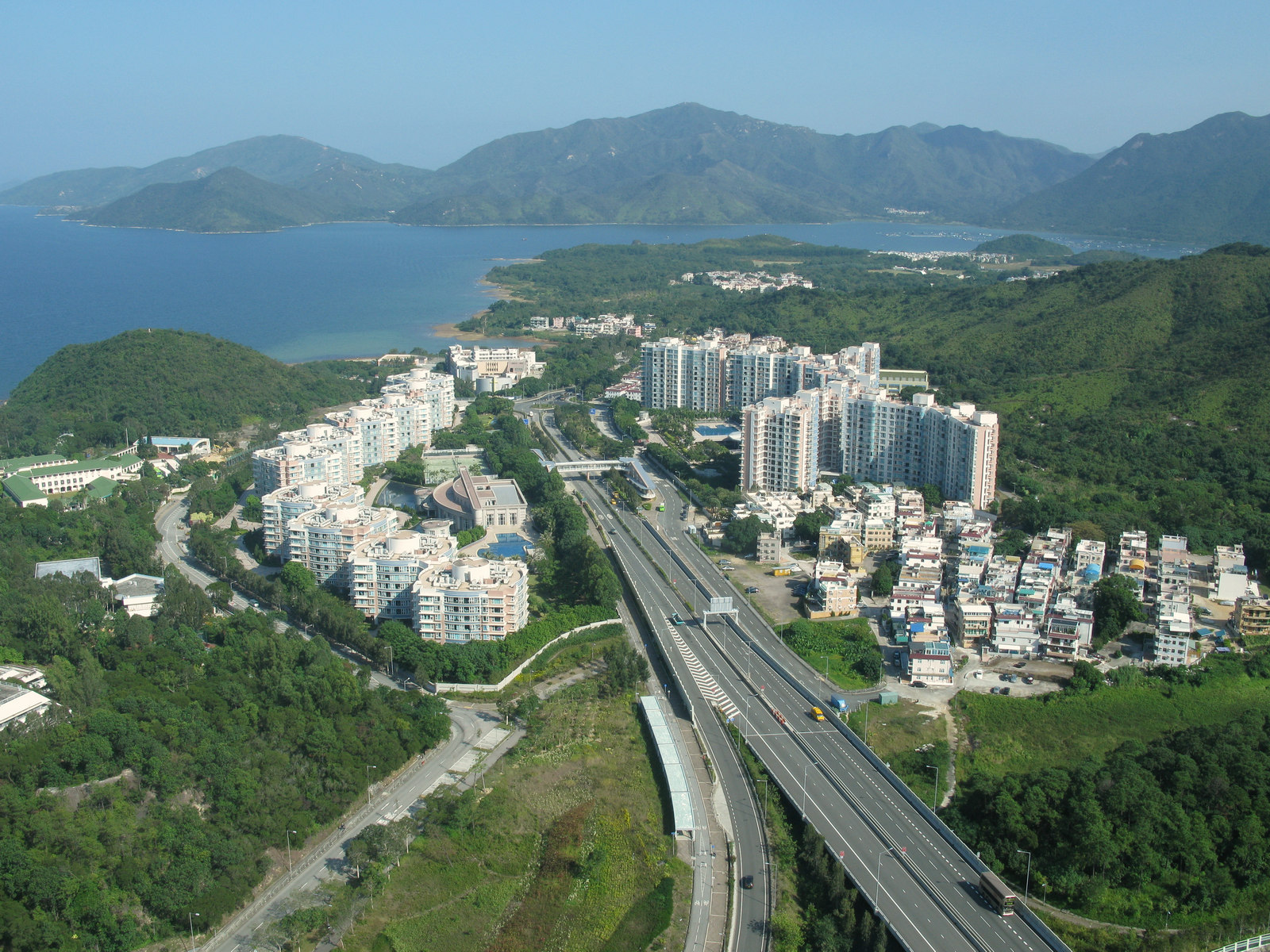
俯瞰樟木頭一帶。圖中大型建築群為帝琴灣，右下方平房區為樟木頭村。

樟木頭是香港新界西貢北的一個地方，位於馬鞍山落禾沙以東，泥涌以西。
詩人許永慶，曾經題有《新界九約竹枝詞》，其中提及烏溪沙一帶的一段：「烏溪沙上景盤桓，大水坑源水一彎，輋下泥涌通路過，春來樟木茂如山」，當中的「樟木」 就是指樟木頭。

## 著名地點
- 樟木頭村
- 帝琴灣
- 香港浸信會神學院
- 樟木頭老人度假中心